# Diocesi di Sacramento

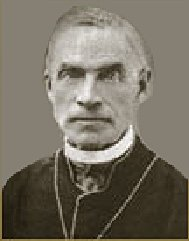
Eugene O'Connell, vicario apostolico di Marysville e primo vescovo di Grass Valley.

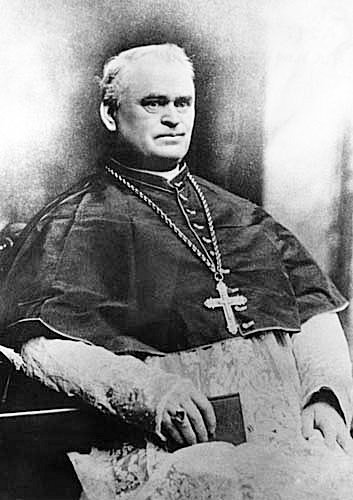
Patrick Manogue, secondo vescovo di Grass Valley e primo di Sacramento.

La diocesi di Sacramento (in latino Dioecesis Sacramentensis) è una sede della Chiesa cattolica negli Stati Uniti d'America suffraganea dell'arcidiocesi di San Francisco. Nel 2022 contava 1.047.274 battezzati su 3.746.916 abitanti. È retta dal vescovo Jaime Soto.

## Territorio
La diocesi comprende la parte nord-orientale della California per un totale di 20 contee: Siskiyou, Modoc, Trinity, Shasta, Lassen, Tehama, Plumas, Glenn, Butte, Sierra, Nevada, Colusa, Sutter, Yuba, Placer, El Dorado, Amador, Sacramento, Yolo e Solano.
Sede vescovile è la città di Sacramento, dove si trova la cattedrale del Santissimo Sacramento (Blessed Sacrament Cathedral).
Il territorio si estende su 110.326 km² ed è suddiviso in 102 parrocchie.

## Storia
Il 10 agosto 1850, Peter Augustine Anderson, missionario domenicano inviato in California dal suo superiore, padre José Sadoc Alemany y Conill, celebrò la prima messa nella California del nord in una casa privata di Sacramento. Alla celebrazione prese parte anche Peter Hardeman Burnett, primo governatore della California, che donò a padre Augustine un appezzamento di terreno sul quale fu edificata la prima chiesa cattolica della California del nord. È l'inizio della missione in questa parte del Paese, che proseguì negli anni successivi grazie ai missionari inviati da San Francisco, dai cui vescovi dipendeva la missione.
Il 27 settembre 1860, in forza del breve Apostolici nostri muneris, papa Pio IX eresse sui territori della missione un vicariato apostolico con sede a Marysville e con territorio dismembrato da quello dell'arcidiocesi di San Francisco; questa nuova circoscrizione ecclesiastica comprendeva la California del nord e il Nevada occidentale. Primo vicario apostolico fu nominato l'irlandese Eugene O'Connell, già professore nel seminario di Ognissanti di Dublino.
Il 3 marzo 1868, con il breve Summi apostolatus, lo stesso papa Pio IX elevò il vicariato apostolico a diocesi, con il nome di "Grass Valley", anche se il vescovo O'Connell continuò a risiedere a Marysville. Questi dette le dimissioni nel 1884 e gli succedette sulla sede vescovile Patrick Manogue, ex minatore, già suo vescovo coadiutore con il titolo di Ceramo. La cattedrale era dedicata a San Patrizio.
La diocesi fu in particolare a servizio dei moltissimi minatori che in quegli anni lavoravano nella regione di Sierra Nevada nella cosiddetta Corsa all'oro californiana. Tuttavia dal 1886 il mercato dell'oro calò notevolmente e la popolazione si ridusse significativamente.
Il 28 maggio 1886, in forza del breve Divinitus nobis di papa Leone XIII, la diocesi ampliò notevolmente il proprio territorio con le contee di Yolo, El Dorado, Amador, Calaveras, Alpine, Tuolumne, Mono, Mariposa e Esmeralda, e porzioni di altre contee, tutte appartenute all'arcidiocesi di San Francisco.
Nel breve la diocesi è chiamata con il doppio nome di "diocesi di Grass Valley o di Sacramento", indizio del trasferimento della sede episcopale nella capitale dello Stato della California. Qui, fin dal 1886, il vescovo Patrick Manogue iniziò a costruire la nuova cattedrale, inaugurata nel giugno del 1889.
Successivamente, la diocesi ha ceduto altre porzioni di territorio a vantaggio dell'erezione di nuove circoscrizioni ecclesiastiche, e precisamente:
- il vicariato apostolico dello Utah e del Nevada orientale (oggi diocesi di Salt Lake City), il 23 novembre 1886;[5]
- la diocesi di Reno il 27 marzo 1931;
- le diocesi di Stockton e di Santa Rosa il 13 gennaio 1962; alla diocesi di Stockton ha ceduto un'ulteriore porzione di territorio il 15 settembre 1966.

## Cronotassi dei vescovi
Si omettono i periodi di sede vacante non superiori ai 2 anni o non storicamente accertati.
- Eugene O'Connell † (28 settembre 1860 - 29 febbraio 1884 dimesso[6])
- Patrick Manogue † (29 febbraio 1884 succeduto - 27 febbraio 1895 deceduto)
- Thomas Grace † (27 febbraio 1896 - 27 dicembre 1921 deceduto)
- Patrick Joseph James Keane † (17 marzo 1922 - 1º settembre 1928 deceduto)
- Robert John Armstrong † (4 gennaio 1929 - 14 gennaio 1957 deceduto)
- Joseph Thomas McGucken † (14 gennaio 1957 succeduto - 19 febbraio 1962 nominato arcivescovo di San Francisco)
- Alden John Bell † (30 marzo 1962 - 11 luglio 1979 ritirato)
- Francis Anthony Quinn † (18 dicembre 1979 - 30 novembre 1993 dimesso)
- William Kenneth Weigand (30 novembre 1993 - 29 novembre 2008 dimesso)
- Jaime Soto, succeduto il 29 novembre 2008

## Statistiche
La diocesi nel 2022 su una popolazione d 3.746.916 persone contava 1.047.274 battezzati, corrispondenti al 28,0% del totale.
| anno | popolazione | popolazione | popolazione | presbiteri | presbiteri | presbiteri | presbiteri                | diaconi | religiosi | religiosi | parrocchie |
| anno | battezzati  | totale      | %           | numero     | secolari   | regolari   | battezzati per presbitero | diaconi | uomini    | donne     | parrocchie |
| ---- | ----------- | ----------- | ----------- | ---------- | ---------- | ---------- | ------------------------- | ------- | --------- | --------- | ---------- |
| 1950 | 202.475     | 809.900     | 25,0        | 146        | 126        | 20         | 1.386                     |         | 32        | 274       | 68         |
| 1966 | 221.514     | 1.495.400   | 14,8        | 264        | 194        | 70         | 839                       |         | 140       | 510       | 87         |
| 1970 | 228.337     | 1.477.400   | 15,5        | 241        | 178        | 63         | 947                       |         | 118       | 435       | 89         |
| 1976 | 222.461     | 1.618.300   | 13,7        | 230        | 165        | 65         | 967                       | 1       | 129       | 351       | 90         |
| 1980 | 240.570     | 1.872.000   | 12,9        | 257        | 181        | 76         | 936                       | 1       | 120       | 327       | 91         |
| 1990 | 360.000     | 2.530.400   | 14,2        | 248        | 178        | 70         | 1.451                     | 78      | 115       | 280       | 95         |
| 1999 | 454.000     | 2.873.646   | 15,8        | 236        | 165        | 71         | 1.923                     | 102     | 29        | 191       | 98         |
| 2000 | 454.600     | 2.876.357   | 15,8        | 256        | 191        | 65         | 1.775                     | 102     | 99        | 186       | 98         |
| 2001 | 477.330     | 3.020.340   | 15,8        | 242        | 178        | 64         | 1.972                     | 115     | 96        | 184       | 98         |
| 2002 | 500.097     | 3.125.610   | 16,0        | 241        | 179        | 62         | 2.075                     | 115     | 87        | 179       | 98         |
| 2003 | 510.099     | 3.169.750   | 16,1        | 246        | 182        | 64         | 2.073                     | 110     | 89        | 170       | 98         |
| 2004 | 520.301     | 3.229.945   | 16,1        | 246        | 192        | 54         | 2.115                     | 138     | 76        | 180       | 98         |
| 2010 | 980.650     | 3.533.652   | 27,8        | 255        | 193        | 62         | 3.845                     | 148     | 88        | 161       | 105        |
| 2014 | 987.727     | 3.550.864   | 27,8        | 286        | 223        | 63         | 3.453                     | 140     | 122       | 151       | 102        |
| 2017 | 1.016.193   | 3.646.000   | 27,9        | 254        | 191        | 63         | 4.000                     | 149     | 86        | 132       | 102        |
| 2020 | 1.047.916   | 3.753.096   | 27,9        | 292        | 227        | 65         | 3.588                     | 175     | 78        | 120       | 102        |
| 2022 | 1.047.274   | 3.746.916   | 28,0        | 243        | 182        | 61         | 4.309                     | 160     | 75        | 120       | 102        |